# Internationale Filmfestspiele von Cannes 1958
Die 11. Internationalen Filmfestspiele von Cannes 1958 fanden vom 2. Mai bis zum 18. Mai 1958 statt.

## Wettbewerb
| Filmtitel                                       | Regisseur                          | Produktionsland         | Darsteller (Auswahl)                                               |
| Begierde unter Ulmen                            | Delbert Mann                       | USA                     | Sophia Loren, Anthony Perkins, Burl Ives                           |
| Die Brüder Karamasow                            | Richard Brooks                     | USA                     | Yul Brynner, Maria Schell, Claire Bloom                            |
| La Caleta olvidada                              | Bruno Gebel                        | Chile                   |                                                                    |
| Die Disteln des Baragan                         | Louis Daquin, Gheorghe Vitanidis   | Rumänien, Frankreich    |                                                                    |
| En Djungelsaga                                  | Arne Sucksdorff                    | Schweden                |                                                                    |
| Fahrt über drei Meere                           | Khwaja Ahmad Abbas, Wassili Pronin | Indien, Sowjetunion     | Oleg Strischenow, Nargis, Balraj Sahni, Prithviraj Kapoor, Padmini |
| Giovani mariti                                  | Mauro Bolognini                    | Italien, Frankreich     | Gérard Blain                                                       |
| Goha                                            | Jacques Baratier                   | Tunesien, Frankreich    | Omar Sharif, Claudia Cardinale                                     |
| Die Kraniche ziehen*                            | Michail Kalatosow                  | Sowjetunion             | Tatjana Samoilowa                                                  |
| Der lange heiße Sommer                          | Martin Ritt                        | USA                     | Paul Newman, Joanne Woodward, Anthony Franciosa                    |
| Der lautlose Krieg                              | Anthony Asquith                    | Großbritannien          | Eddie Albert, Paul Massie, Lillian Gish                            |
| Mein Onkel                                      | Jacques Tati                       | Frankreich              | Jacques Tati                                                       |
| Nahe dem Leben                                  | Ingmar Bergman                     | Schweden                | Eva Dahlbeck, Ingrid Thulin, Bibi Andersson                        |
| Parash Pathar                                   | Satyajit Ray                       | Indien                  | Tulsi Chakraborty, Gangapada Basu                                  |
| Die Rache                                       | Juan Antonio Bardem                | Spanien, Italien        | Carmen Sevilla, Raf Vallone                                        |
| Rosaura a las 10                                | Mario Soffici                      | Argentinien             |                                                                    |
| Sissi – Schicksalsjahre einer Kaiserin          | Ernst Marischka                    | Österreich, Deutschland | Romy Schneider, Karlheinz Böhm, Magda Schneider                    |
| Soweit die Kräfte reichen                       | Arne Skouen                        | Norwegen                |                                                                    |
| To Telefteo psemma                              | Michael Cacoyannis                 | Griechenland            |                                                                    |
| Vasvirág                                        | János Herskó                       | Ungarn                  |                                                                    |
| Vorstadtromanze                                 | Zbyněk Brynych                     | Tschechoslowakei        |                                                                    |
| Und draußen lauert die Sünde (L'uomo di paglia) | Pietro Germi                       | Italien                 | Pietro Germi                                                       |
| Wenn die Flut kommt                             | François Villiers                  | Frankreich              |                                                                    |
| Das Wirtshaus im Spessart                       | Kurt Hoffmann                      | Deutschland             | Liselotte Pulver, Carlos Thompson, Günther Lüders                  |
| Yukiguni                                        | Shirô Toyoda                       | Japan                   |                                                                    |

* = Goldene Palme

## Internationale Jury
Jurypräsident war der französische Schriftsteller Marcel Achard. Er stand folgender Jury vor: Bernard Buffet, Cesare Zavattini, Charles Vidor, Dudley Leslie, Helmut Käutner, Jean de Baroncelli, Ladislao Vajda, Madeleine Robinson, Sergei Jutkewitsch und Tomiko Asabuki.

## Preisträger
- Goldene Palme: Wenn die Kraniche ziehen
- Sonderpreis der Jury: Mein Onkel
- Bester Regisseur: Ingmar Bergman
- Bestes Drehbuch: Pier Paolo Pasolini, Massimo Franciosa, Pasquale Festa Campanile für Giovani mariti
- Beste Schauspielerin: das weibliche Ensemble aus Nahe dem Leben
- Bester Schauspieler: Paul Newman in Der lange heiße Sommer